# 1731 en France
Chronologie de la France
- 1727
- 1728
- 1729
- 1730
- 1731
- 1732
- 1733
- 1734
- 1735

Cette page concerne l’année 1731 du calendrier grégorien.

## Événements
- 16 février : arrêt portant nouvelle réglementation sur le Trop bu ou Gros manquant[1].

- 9 mars : le Parlement de Paris enregistre l’ordonnance de février sur les donations[2].
- 10 mars : arrêt du Conseil du roi portant sur les modalités de l’appel et qui impose le silence sur les affaires de l’Église[3].
- Mars : Leclerc de Lesseville est nommé intendant de la généralité de Tours ; il introduit la taille tarifée dans la généralité de Tours[1].
- 25 mai : remontrances de la Cour des Aides contre les taxes sur les boissons[1].

- 15 juillet : l’archevêque de Paris affirme, dans un mandement, que les miracles du cimetière Saint-Médard sont faux[4].

- 2 août : la demoiselle Hardouin, paralytique, est guérie sur le tombeau du diacre Pâris. Elle n’est pas la seule[5].
- 27 août - 26 novembre : grève des avocats de Paris, irrités par un mandement très vif de l’archevêque de Paris, l’antijanséniste Mgr de Vintimille[6].

- 7 septembre : le Parlement de Paris, estimant qu’il a le pouvoir de protéger les ecclésiastiques contre les abus de pouvoir de leurs supérieurs, adopte une déclaration des Quatre articles (en référence à la  déclaration de 1682)[7]. Elle est cassée par arrêt royal le 8 septembre[8].

- 10 octobre : arrêt rendu par le Parlement dans le procès Girard-Cadière à Aix-en-Provence[4]. Le père Girard, jésuite, accusé de sorcellerie, de relations sexuelles et d’inceste spirituel par sa pénitente mademoiselle Marie-Catherine Cadière, est mis hors de cause.
- 25 et 28 novembre : lettres de cachet du roi au Parlement qui lui défend de délibérer sur l’arrêt du conseil du 8 septembre[8]

- 30 novembre : cinquante parlementaires parisiens, qui exploitent politiquement leur hostilité à l’Unigenitus, poussés par le janséniste abbé Pucelle, s’entassent dans quatorze carrosses pour se rendre à Marly et faire part de leurs états d’âme à Louis XV, qui leur fait dire qu’il n’a rien à leur dire[3],[9].

- 18 décembre : l’Académie royale de chirurgie tient première séance à Paris[10].